# دامباچ لا ویل
دامباچ لا ویل (به فرانسوی: Dambach-la-Ville) یک کمون (فرانسه) در فرانسه است که در Unterelsaß واقع شده‌است. دامباچ لا ویل ۲۸٫۸۳ کیلومتر مربع مساحت دارد.